# 王建民 (中将)
王 建民（おう けんみん、ワン・ジェンミン、1951年11月2日 - ）は、中国人民解放軍の軍人。2013年11月現在、蘭州軍区副政治委員を務める。階級は中将。中国共産党党員。

## 来歴
1951年11月2日、甘粛省慶陽県に生まれる。甘粛省広播電視大学漢語文学学科卒業。1997年第11師団政治委員、1999年9月南彊軍区政治部主任、2003年7月新疆軍区政治部主任、2004年1月新疆軍区副政治委員。2005年8月蘭州軍区政治部副主任。2009年12月新疆軍区政治委員、軍区党委員会書記。2011年中将に昇格。2013年蘭州軍区副政治委員。
第11届全人代代表、全人代華僑委員会委員。

## 参照
原新疆军区政委王建民出任兰州军区副政委_凤凰网（中国語）